# Lochhaus (Weismain)
Lochhaus ist ein Gemeindeteil der Stadt Weismain im oberfränkischen Landkreis Lichtenfels, im Norden des Freistaates Bayern. Das Gehöft existiert seit mindestens 1810.

## Geografische Lage
Die Einöde Lochhaus befindet sich auf ca.379 m ü. NHN am Nordhang des Islinger Bergs im Pfauengrund-Tal. Das Tal und umgebenden Hänge gehören zu den nördlichen Ausläufern des Frankenjuras, im Naturpark Fränkische Schweiz-Veldensteiner Forst. Die nächsten Ortschaften sind Berghaus und Giechkröttendorf. Der Stadtkern von Weismain befindet sich rund 1,5 Kilometer südöstlich davon.

## Etymologie
In der örtlichen Varietät des oberfränkischen Dialekts lautet der Ortsname [lųəχhaųs], sprich: luuechhaus oder [lǫχhaųs], sprich: lochhaus. Die erste der beiden Mundartformen zeigt eine für den Dialekt gewöhnliche diphthongierte Hebung vom mitteldeutschen „ō“ (wie auch in groß zu grųəs), die zweite Form ist deutlich jünger und an die deutsche Hochsprache angelehnt. Das Bestimmungswort loch kommt vom mitteldeutschen lōch und bedeutet so viel wie Gebüsch, Wald oder Gehölz. Der Siedlungsname lässt sich daher als im Wald verstecktes Haus deuten.

## Einwohnerentwicklung
Die Tabelle gibt die Einwohnerentwicklung von Lochhaus wieder. 
| Jahr | Einwohner | Quelle: |
| ---- | --------- | ------- |
| 1810 | 3         | [ 4 ]   |
| 1987 | 6         | [ 5 ]   |
| 2013 | 3         | [ 6 ]   |
| 2015 | 3         | [ 7 ]   |
| 2018 | 3         | [ 1 ]   |